# Chaume (montagne)
Pour les articles homonymes, voir Chaume.

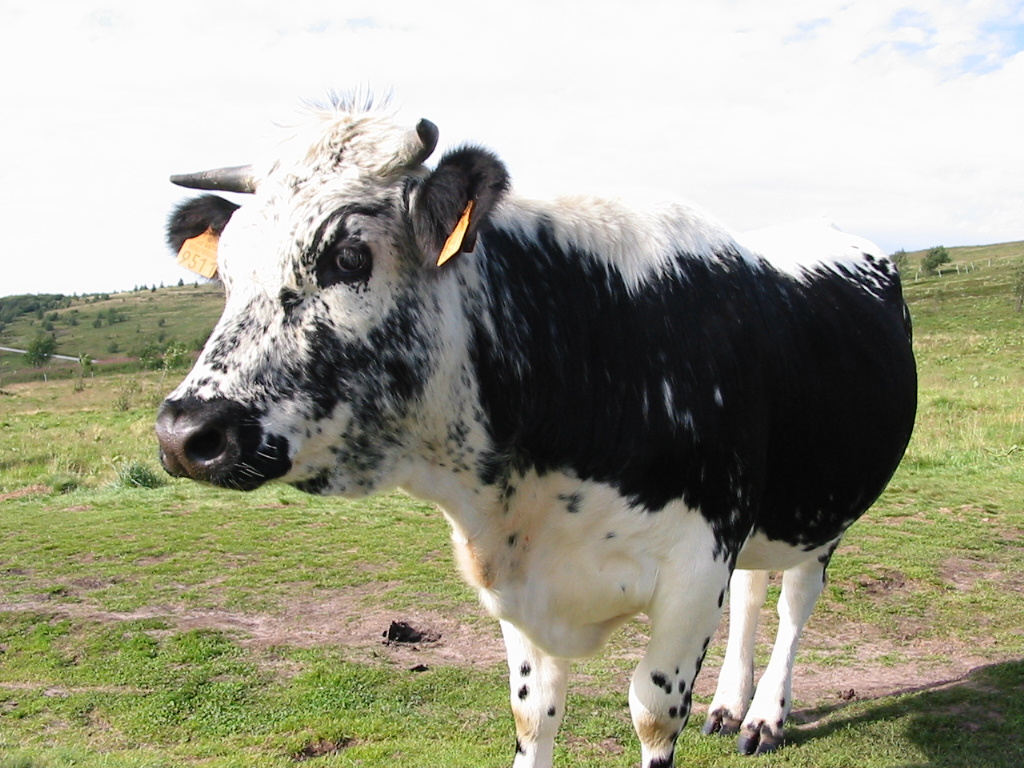
Génisse vosgienne sur la chaume du Hohneck.

La chaume, jadis écrite chaulme, est un alpage ou pâturage extensif d'altitude, autrefois domaine du bétail et des hommes pendant la belle saison dans les Vosges et les régions de langue arpitane allant des cantons romands en Suisse aux Hautes Chaumes du Forez. La forte majorité des chaumes lorraines, alsaciennes et franc-comtoises appartiennent au parc naturel régional des Ballons des Vosges.[pas clair] Quelques hauteurs sommitales vosgiennes conservent encore ce paysage agropastoral, mais s'il est visible de loin, il est, en absence de pâturage et de fauchage, le plus souvent à l'état dégradé.
On distingue dans les Vosges les « petites chaumes » ou « basses chaumes » des « hautes chaumes ». Les premières sont des clairières ouvertes par l’homme dans la haute futaie alors que les secondes forment des pâturages asylvatiques continus généralement sur la ligne de crêtes. Dans les hautes chaumes, les biogéographes, pédologues, palynologues et paléoécologues distinguent les « chaumes primaires » des « chaumes secondaires » considérées comme anthropiques.
Les chaumes comme hauts pâturages s’inscrivent dans un schéma de l’économie pastorale commun à l’Europe centrale des monts des Géants aux Vosges en traversant les Alpes, comme l’a étudié le Suédois John Frödin en 1940 dans son ouvrage Économie pastorale d’Europe centrale, devenu une référence reprise et complétée par les géographes contemporains,. 
Il convient de ne pas confondre la transhumance avec la vie pastorale des chaumistes vosgiens ou de Forêt-Noire ; la vie pastorale implique en principe une stabulation hivernale, donc la dépendance du chalet d’altitude vis-à-vis de l’habitat permanent en fond de vallée ou sur les flancs de montagne demeure entière. La chaume est un domaine de l’économie pastorale avec plusieurs établissements qui se partagent des parcelles en fonction du nombre de tête de bétail. Il y a des différences humaines entre les massifs médioeuropéens. Par exemple, « la colonisation a été plus tardive en Forêt-Noire, mais l’habitat y grimpe plus haut. Dans les Vosges l’habitat temporaire, lié à l’exploitation des Hautes Chaumes, compense cette infériorité. Mais la ligne des crêtes n’a jamais été une frontière. » Les chaumes vosgiennes sont un espace ouvert et diglossique. 

## Origine du mot
La chaume ou chaulme est un terme connu du moyen français par le texte de Bouillon au XVe siècle. Il signale, selon le linguiste Albert Dauzat, un haut plateau dénudé. Il faut s'inscrire en faux contre cette assertion péremptoire, valable a minima pour une région semi-désertique. Les archivistes retrouvent trois termes distincts caractérisant les chaulmes : costes (côtes), paturaiges (herbages marqués par le droit seigneurial sur les pâturages), montagne (au sens où il faut quitter la vallée pour gagner d'autres territoires herbeux en hauteur). Le gros bétail, on disait autrefois les bêtes rouges, a besoin de fraîcheur et d'ombre pour ruminer, c'est pourquoi les chaumes du Jura ou des Vosges, outre d'abondante(s) fontaines, comportent presque toujours, au voisinage des herbages ouverts, des grands arbres ou mieux des parcours-dédales de pré-bois où le bétail peut ruminer. Sinon, le gardien du troupeau devait disposer de bâtiments ou d'abris sommaires suffisamment vastes.
Le mot vient du latin populaire calmis, très usité en toponymie prélatine et peut-être d'origine gauloise. Le mot calmis est aussi connu en latin médiéval : il désigne un espace agraire momentanément abandonné au pâturage, ou impropre à la culture où il est permis de laisser paître le bétail. Il nomme aussi les sommets des montagnes pastorales. En Espagne, les chaumes y sont, d'après Du Cange, semblables à de vastes déserts. Le mot pluriel calma est cité dans une charte du roi Clotaire II en 627 qui révèle les destructions d'une calamité climatique, mais cela ne s'applique qu'aux espaces agraires de pâture, les chaumes après les récoltes.
Notons qu'en Aquitaine, en Saintonge, en Berry, terre appartenant précocement au royaume de France, la chaume est une terre généralement communale réservée au pâturage des bestiaux car elle était impropre aux cultures. De même, en Bourgogne le chaume ou chaumeau, forme diminutive apparemment remasculinisée, désignait les friches de l'arrière-côte bourguignonne. Les calms, mot pluriel très proche du calmis latin, nomment en Roussillon des pâturages appartenant à la communauté où l'on mène paître les bestiaux sous la garde d'un berger commun. Les Chalms, espace sommitaux à vocation pastorale, de Fenayrols sont citées dans l'histoire de l'Auvergne de Baluzium en 1294.
Il existe enfin les dérivés suivants :
- le suffixe calm des pays occitans, dans de nombreux (micro)toponymes ;
- les diminutifs de genre féminin chaumelle, calmelle, chalmelle, calmet ou chaumette ;
- une charme en français officiel du XVIIIe siècle pour désigner une chaume dans une enclave forestière ;
- les variantes locales chaux, combe, combel, combette... , pas uniquement jurassiennes, décrivant les vallées ou vallons occupés par des chaumes.

Des observations linguistiques précédentes, il ressort que le terme calmis a pu désigner en latin médiéval un lieu de pâturage défini par une législation locale collective. Avec le temps, les chaumes d'un finage donné sont parfois devenues des friches de diverses natures. Il est ainsi difficile de distinguer chaume ou estive véritable, des espaces de parcours.
Selon certains patoisants vosgiens, une chaume désignerait une haute montagne. Les termes de patois vosgiens sont bien flottants et choqueraient les anciens. Les rares locuteurs actuels emploient aussi stoillon ou staillon par métonymie au lieu de « chaumes ». La parenté est évidente puisque le mot provient du mot patois stoye ou staye qui signifie l'étable. 
Aussi la chaume tend à désigner aussi le chalet, la hutte ou la grange (en patois gringe), où vivent le vacher et son bétail, la jasserie des Foréziens ou le buron des Auvergnats. Et son habitant temporaire devient le chaumiste. Ce télescopage des termes a pour conséquence dans l'esprit des gens une fusion bien pratique ; quand on dit monter à la Chaume du Chitelet, on fait référence aussi bien à la maison qu'au pâturage. Ce n'est d'ailleurs pas spécifique aux chaumes ; quand on voulait aller chez quelqu'un, il était parfois d'usage dans les contrées paysannes de nommer la maison ou son lieu-dit plutôt que le nom du propriétaire.
L'adjectif qualificatif haute et le pluriel ne paraissent effectivement pas fortuits en français actuel dans la désignation des hautes chaumes : il pourrait n'y avoir, dans une bonne logique géographique, qu'une seule chaume dans un massif, il peut y avoir des chaumes plus hautes que d'autres et il se peut également que, par le jeu d'une ligne de crête très étendue, une chaume succède à une autre en chapelet. Par conséquent, les Hautes Chaumes vosgiennes feraient logiquement référence aux plus élevées et aux plus étendues, ce qui explique que dans la langue administrative lorraine du XVIe siècle on parle aussi de Grand Pasturage. Pourtant, l'expression n'est nullement patoise ou dialectale. Elle est d'origine administrative car le contrôle des richesses capitalistes s'effectuait par l'État lorrain dès la fin du XVIe siècle. D'autre part, le monde pastoral est complexe et profondément méconnu, à l'instar de ce que sera la paysannerie française avant les années cinquante[pas clair] dans quelques décennies ?[Quand ?].

## Les Chaumes dans les Vosges

### Histoire des chaumes vosgiennes

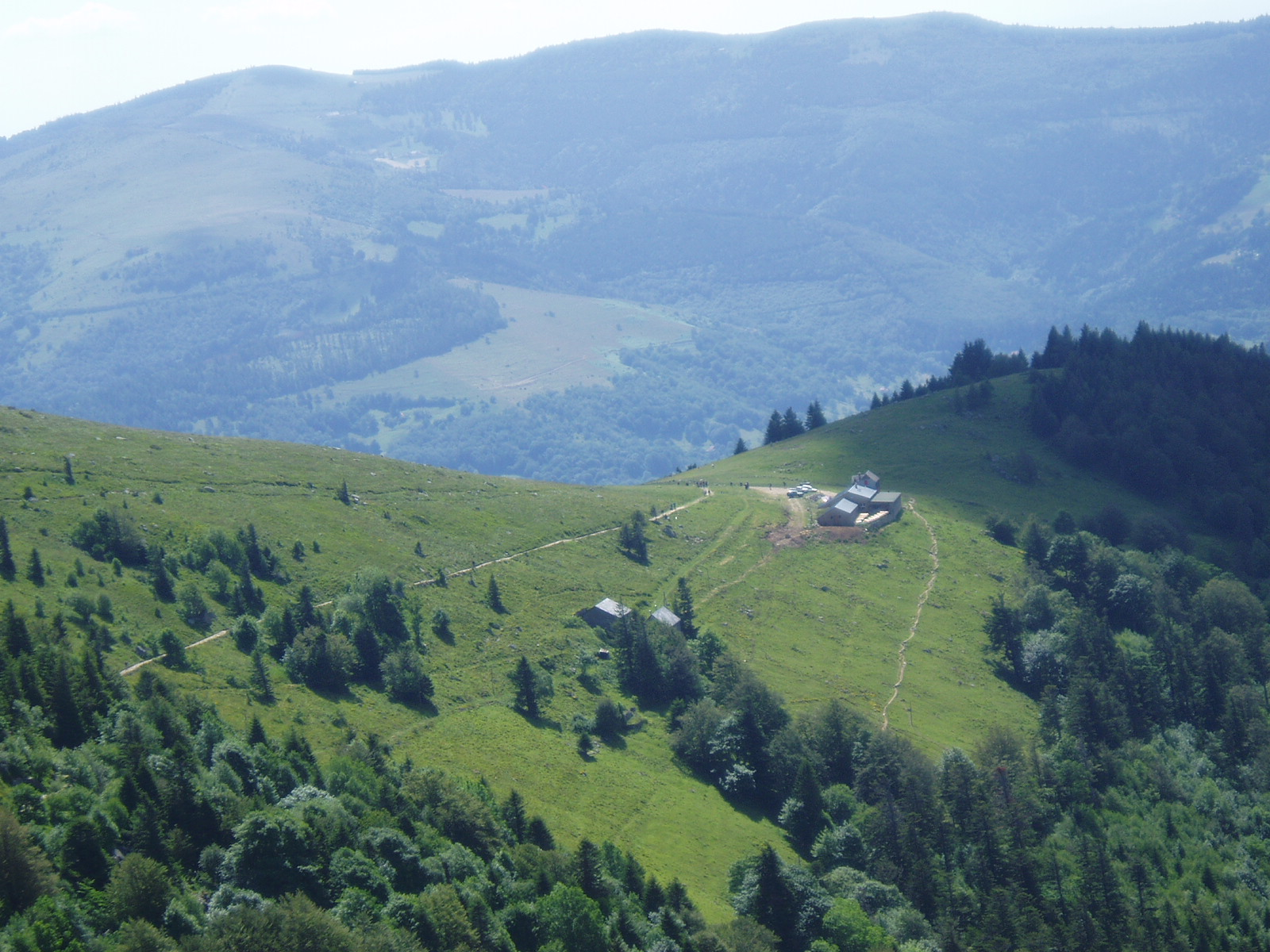
Chaumes du Hohneck, Vosges.

Ces prairies des hauteurs, terre d'altitude en herbes et en graminées, où la fenaison donnait un foin petit et parfumé, se sont considérablement raréfiées depuis la fin du XVIIIe siècle, mais les plus notables dans le haut massif, malgré une dégradation de la végétation sous forme de broussailles et de landes à éricacées, de zones à mousses ou à lichens, à marais sphaigneux ou tourbeux, accueillent encore aujourd'hui des troupeaux bovins et peuvent aussi fournir un fourrage court et parfumé. Elles commencent souvent au milieu des forêts de hêtres, d'érables sycomores, de sapins pectinés ou d'épicéas tout en gagnant le sommet qui leur donne un nom. Lorsqu'elles se situent au-dessus de la hêtraie-sapinière, biotope d'altitude jusqu'à 1 000 mètres, elles sont qualifiées de hautes chaumes. Elles restent souvent cantonnées au voisinage des hautes vallées de la Thur, de la Weiss, de la Fecht, de la Moselle, de la Moselotte, de la Vologne et de la Meurthe.

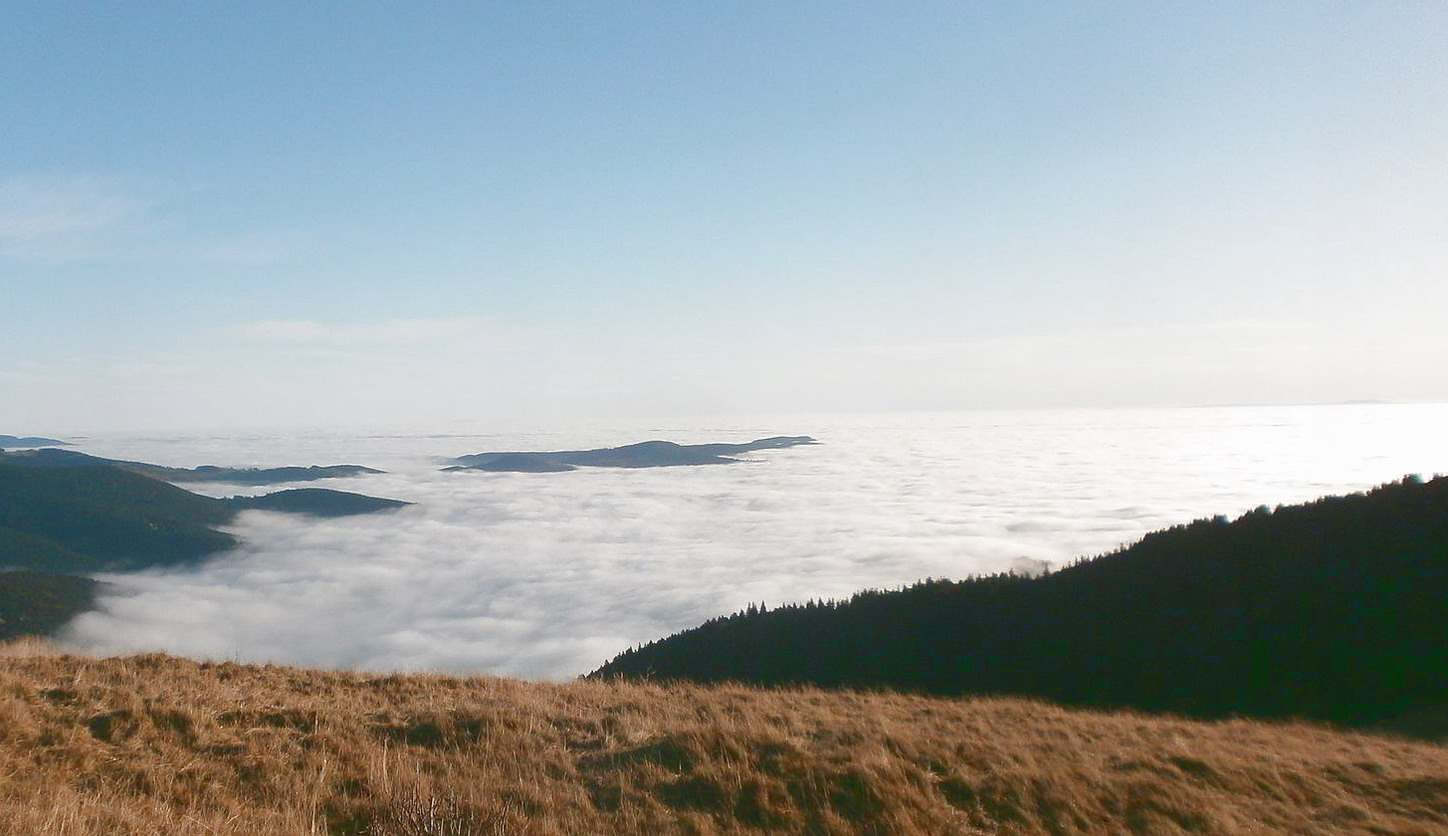
Plaine d'Alsace ennuagée depuis les chaumes dégradées du sud du Hohneck.

Contrairement à une croyance les limitant aux divers ballons et aux environs du Hohneck, les chaumes ont existé à des altitudes faibles, parfois moins de 600 mètres d'altitude, ainsi que dans les Vosges gréseuses. Ainsi les terres du comté et duché de Salm ont recélé de vastes étendues de chaumes. Par exemple, il subsiste sur carte le toponyme « Chaume de Réquival », au nord-ouest du Donon, il s'agit d'un chaînon gréseux entre la vallée du Blancrupt et la vallée de la Plaine. Sur la ligne de crête du col de Saales au col du Donon et au-delà jusqu'au Schneeberg, il y avait un grand nombre de chaumes, dont les « Hautes Chaumes » de la principauté de Salm. On peut aussi citer le vaste Champ du Feu et les chaumes du Rossberg dans son prolongement.

### Gestion des pâturages
L'historien, fasciné au siècle dernier par les reliquats de paysages visibles, retrouve dans les archives les fameuses « Grandes Chaumes » connues sous le nom de « Grand Pâturage », admodiées entre 1300 et 1370 aux bourgeois de Munster par l'abbaye des chanoinesses d'Empire de Remiremont. Elles couvraient en théorie les hauteurs du Ballon d'Alsace au col de la Schlucht, incluant le massif du Hohneck. Il faut soustraire au sud du Rainkopf, le Paquis des Hautes Fées et les deux crêtes massives entourant la vallée de la Thur, présentant des chaumes exploitées par les marcaires du val de Thur sous la protection de la noble abbaye de Murbach.
Mais il existait justement au nord du col de la Schlucht un vieil et vaste rassemblement de chaumes, toujours sous l'autorité ducale, mais régies par délégation des comtes de Ribeaupierre : ce sont les grands Gazons ou « Hautes Chaumes », qui incluaient les chaumes d'Orbey, de Pairis, du lac Blanc aux diverses chaumes actuelles des Valtins, avec en leur centre le Gazon du Faing sur la crête vosgienne, et à leurs périphéries des chaumes plus modestes, tels que celle des Plainfaing. Cet espace souvent oublié, admodié aux Orbelais entre 1300 et 1572, nourrissait en estive au mieux 8 000 têtes de bétail, c'est-dire des vaches, des bœufs et des porcs. Il apportait au fisc ducal, en plus du cens, une rétribution par tête de bétail. Le toponyme des hautes chaumes ne désigne plus aujourd'hui qu'une limite du val de Meurthe au voisinage des crêtes avant le val d'Orbey.
À la fin du XVIe siècle, la ville de Munster, ville libre et impériale, associée à neuf villages de la vallée de la Fecht et appuyée par l'abbaye de Munster, s'impose dans les négociations âpres des baux avec l'autorité ducale : elle chipe aux Orbelais le Gazon du Faing et garde les chaumes au nord du Rainkopf. Mis hors jeu par la puissance capitaliste alsacienne malgré la protection des Ribeaupierre, les marcaires du val d'Orbey ne conservent que les chaumes périphériques, avec celles du lac Blanc et du lac Noir. Les chaumes de Strichamp (aujourd'hui restreintes à Sérichamp) et de Charbonichamp reviennent aux marcaires du val de Meurthe, protégés par l'abbaye de Saint-Dié.
Mais il ne faut pas oublier les multiples chaumes qui s'éparpillaient sur les massifs environnants les pâturages rassemblés[pas clair]. Au nord du col du Bonhomme, la chaume du Rossberg inaugure la multitude des chaumes, grandes ou petites montagnes à vaches, qui couvraient les Vosges alsaciennes ou lorraines. La possession de la chaume est parfois privée, souvent communautaire. Mais dans l'immense majorité des cas, elle n'échappe pas à l'autorité fiscale des seigneurs, qu'ils soient comtes, ducs, princes, évêques, abbés ou chapitres de monastères. Il fallait payer un loyer par vache. Souvent, les puissants dispensés de paiement de rente fournissent les vaches. Le cheptel devient principalement une partie du capital du seigneur ou des bourgeois amodiateurs.
Cette activité pastorale produit des excédents de laitages et du beurre. La maîtrise fromagère permet la conservation de la production. Le petit lait nourrit les cochons. Les fromages gagnent les villes à terme ou après maturation. D'une manière appropriée, les gardiens de troupeaux sont des hommes qui savent entretenir les pâturages. Ce sont les descendants des populations semi-nomades qui avaient un droit de marchage ou de parcours généralisé avec leur bétail, qui montaient en estive sur les marches, aux limites des finages vosgiens, qui hivernaient avec prudence dans les vallées ou les plaines.[réf. nécessaire]
Les éleveurs de bovins et de porcs vosgiens transhumants étaient appelés, au début de l'époque moderne, les montignons (famille) ou morcaires (entrepreneur d'élevage transhumant). Il y avait aussi des hardiers de troupeaux collectifs. Plus tard, on relève les chaumiers, les chaumistes ou les Malker alsaciens ou marcaires ou marquarts sous la forme française régionale. L'estive s'effectue communément entre la Saint-Georges (23 avril), voire tardivement à la Saint-Urbain (en mai) jusqu'à parfois la Saint-Michel (29 septembre) ou la Saint-Rémy (1er octobre).
Aucune loge ou habitation temporaire des marcaires, ne doit excéder la durée d'un bail élémentaire de trois années. Chaque gazon ou grande chaume dans les contrats du XVIe siècle est affecté d'un nombre de gistes ou gîtes, c'est-à-dire de chaumes admodiées réelles dépendant du nombre de têtes de bétail ; un gîte correspond à la surface nécessaire pour nourrir 40 bêtes rouges. Il s'agit d'un droit d'installation provisoire, en estive, par un troupeau et ses gardiens responsables. Une gîte signifie alors dans ce cadre le droit d'ériger une habitation temporaire et les abris pour le bétail. À ce terme, si elle est reconstruite, elle doit être déplacée pour laisser en état un bon pâturage. Les granges ou étables d'estive allongées sont démontées à la fin de l'année, (re)construites suivant les mêmes règles d'inviolabité du pâturage. Pour le feu de la cheminée de sa loge (on dit aussi choffe, hutte ou chaume), activé au bon bois de hêtre, ou pour la charpente en sapin de ses bâtiments provisoires, le chaumier a des droits sur des hêtraies-sapinières proches de la chaume. Là encore au terme de son chantier de coupe, il a obligation de remettre en état le terrain et de favoriser la repousse des réserves de bois sur pied. Par contre, il peut prélever sur la chaume entretenue du fourrage excédentaire, voire des plantes en racine comme la gentiane.

### Mode d'ascensement des pâturages

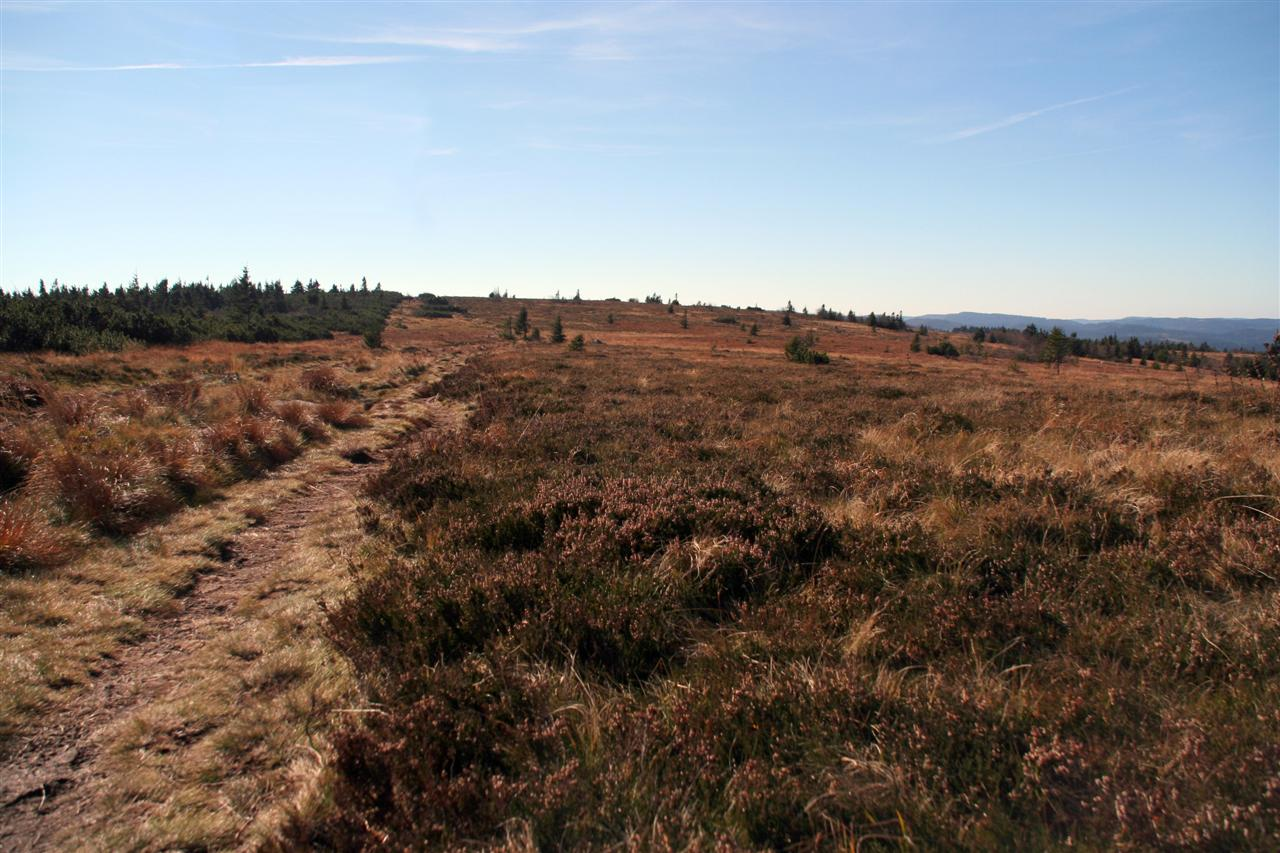
Chaume du Gazon du Faing.

Les chaumes sont acensées, par des baux à temps limités ou étendus. L'occupation effective était, de plus, soumise à un impôt en nature à la saint-Jean.
Il est très difficile de proposer une histoire des chaumes car elles sont englobées sous le vocable mérovingien foresta, qui est devenu à la fois l'administration française des Eaux et Forêts et notre forêt la plus commune. Les archives anciennes des abbayes de Munster, de Murbach, d'Andlau, de Sainte Odile, de Bongart, de Senones, de Saint-Dié, de Remiremont ou de de Luxeuil ainsi que celles des seigneurs avoués ou parfois de leurs villes bourgeoises émancipées, Munster, Saint-Amarin, Sélestat, Colmar, témoignent le plus souvent indirectement de leurs existences. De rares témoignages attestent au XVIe siècle une migration saisonnière familiale ou collective; la plus remarquable est celle des chanoines de Saint-Dié qui prenaient en été le frais sur la chaume de Charbonichamp, secteur forestier actuel de Clefcy. Toutefois, à l'époque moderne, l'intérêt politique et capitaliste s'est accru pour contrôler le pastoralisme et son économie florissante en dehors des guerres et épidémies. À la fin du XVIIe siècle, les receveurs administratifs mettaient aux enchères le droit d'ériger des chaumes sur des anciens gazons abandonnés par les anciens chaumistes ou récupérés par le pouvoir ducal ou régalien.
La journée du cens du fromage sur les chaumes est fixée à la saint Jean, le 24 juin. Il s'agit d'un impôt ducal ou régalien, le lait de la veille de la saint-Jean doit servir à confectionner un fromage au profit de l'admodiateur qui offre une marande (collation) aux porteurs. Les Vêtinois et Grand-Vêtinois sur les chaumes de Sérichamps, de Balveurche, de Belbriette ou d'Hervafaing doivent porter leur cens à Hervafaing. Les Orbelets ou Orbelais qui réservent jusqu'en 1572 au-dessus de la vallée du Valtin, les chaumes des Basses Gistes, de la Combe, du Louschbach, du Groube, du Rudlin, jusqu'à inclure le finage pâturable de Plainfaing, doivent porter leur cens en nature à Gérardmer à l'instar des marcaires du grand pâturage.
Au sortir de la guerre de Trente Ans, les redevances par pièce de bétail sont payables d'avance. Le contrôle s'accroît aussi. Vers 1650 apparaît une distinction administrative entre hautes et basses chaumes. La haute chaume possède cabane, hutte ou maison temporaires pour abriter les pâtres et le troupeau. La basse chaume est à proximité des hameaux, le bétail est rentré par son gardien dans les étables des habitations privées attenantes ou suffisamment proches de la chaume. La taxe à l'estive diffère : elle est plus élevée dans le premier cas (3 batz ou 6 sols ou 2 sous 3/5 deniers) que dans le second (moitié de 3 batz ou 15 rappes ou 1 sou 4 denier avec le lait du jour). Là encore, il n'y a aucune corrélation systématique avec l'altitude de la chaume, comme souvent les géographes ou autres érudits universitaires le suggèrent en emmêlant toponymie ancienne, droit administratif et parcellaire coutumier[réf. nécessaire].

### Affermage généralisé
La politique fiscale devient plus rigoureuse au XVIIe siècle. Elle impose l'affermage car partout, l'ancien mode de gestion coutumier génère rixe et procès sans fin. Le droit des chaumes, affermé de façon stricte, permet à l'administration forestière de récupérer des territoires. Les populations familières de la transhumance sont évincées des pâturages collectifs, comme les sédentaires de leurs parcours de paisson. Du coup, même en créant ou réhabilitant des chaumes, l'administration lorraine ou française affaiblit le monde transhumant tout en le spécialisant au profit de fermiers-entrepreneurs de gros élevage. Entre 1780 et 1789, le Val d'Orbey affermé rapporte régulièrement chaque année 323 livres 18 sous et 5 deniers.
La mutation des chaumes est spectaculaire au XVIIIe siècle. Alors que les forêts domaniales s'accroissent face à une demande de bois d'œuvre, l'autorité publique restreint drastiquement les parcours et les familles de marcaires s'installent avec l'appui des autorités locales, soucieuses de soutien politique. C'est le cas dans le val de Munster qui se couvre de matten, parfois très récents : la famille du locataire chaumiste, nouveauté incroyable et contraire à toute la tradition de l'antique foresta qui doit être vide de droit de possession durable, installe maison d'estive et granges pérennes, et gère ce bien commun comme un bien privé puisqu'est octroyé par les municipalités un bail tacitement reconductible.
La Révolution entérinant le besoin d'espace forestier productif de bois signe la mort des chaumes modestes - c'est le cas largement au nord du col du Bonhomme et dans les massifs périphériques des grands rassemblements de pâturages - et leur réaffectation aux boisements naturels. La chaume redevient, comme par le passé, un espace occupé illégalement par les plus modestes en termes de parcours. Après la Restauration se met en place une attribution communale des chaumes et forêts, restées souvent indivis entre les anciens seigneurs, parfois exceptionnellement devenus propriétaires. Ainsi différentes chaumes attribuées à une commune reçoivent une (ou des) dénomination(s) spécifique(s) et légale(s), parfois inédite(s).
Au XIXe siècle, le marcaire des hautes chaumes dort seul dans un abri rustique et surveille son troupeau. Au contraire des témoignages de marcheurs botanistes, il est souvent avéré qu'il s'agit le plus souvent d'un des multiples serviteurs d'un fermier-marcaire et fromager qui récolte leurs traites lactées deux fois dans la journée. La première traite a lieu au lever du jour, vers 6 heures, avant le lâcher des bêtes. La seconde traite se place vers 18 heures. Le patron chaumiste, bénéficiant d'un bail de trois, six ou neuf ans, doit entretenir les prés. Il doit impérativement éviter le sur- ou sous-pâturage. Propriétaire et(ou) locataire de son troupeau d'estive, il place nettement moins d'une bête adulte à l'hectare et ajuste avec les veaux et génisses. Pour garder son veau né en estive après la saint Jean, le propriétaire de la vache allaitante paie au marcaire.
À la Belle Époque, l'essor du tourisme amène déjà la création d'hôtels, de chalets, de maison de repos ou de vacances, de fermes auberges. Le phénomène des loisirs s'amplifie fortement au début du XXe siècle, puis progressivement à partir des années 1930.
Selon André Maurice, sur la grande crête et ses abords au sud du col du Bonhomme, il n'y aurait plus que 67 chaumes en activité avant 1914, 39 en 1948, 8 en 1967. Les chaumes du Montabey, du Haut et du Bas Chitelet, de Vintergès sont abandonnées dans les années cinquante. La production fromagère passe d'un millier de tonnes avant 1860 à environ 500 tonnes en 1913. Une vache laitière peut fournir en une estive entre 50 et 100 kg de fromages, 8 litres de lait peuvent donner un kilogramme de fromage. Dans les années trente avec l'essor de la randonnée française, l'auberge rapporte bien plus que la ferme d'élevage.
Les huit chaumes encore en activité sur la grande crête vosgienne en 1967 sont:
- Drumont ;
- Schmargult (la chaume prenait à l'estive 85 vaches en 1931, une quinzaine en 1967, c'est une ferme-auberge) ;
- Breitsouzen (ferme-auberge) ;
- Ferchmuss ;
- Rothenbach (ferme-auberge) ;
- Grand Ventron (production laitière uniquement) ;
- Felzach ;
- Le Rouge-Gazon et Neufbois (production laitière uniquement).

### Notion de répandise
Le mot vosgien « répandise » que l'on retrouve dans les sources d'archives désigne la forêt limitrophe de la chaume. Une chaume n'est pas viable sans répandises car elles forment la deuxième composante du système pastoral après le pâturage. Les répandises sont incluses dans le contrat de location et donnent de la valeur à la chaume. Elles apportent, si elles ne sont pas mises en défense, de l'ombre au bétail durant les étés torrides, elles permettent éventuellement la vaine pâture en complément de nourriture pour le cheptel.
L'autre aspect économique majeur de la répandise se rapporte à l'exploitation du bois par les marcaires en toute légalité. Le marcaire peut prélever du bois dans la répandise, selon un quota mesuré chaque année précédente, uniquement pour l'entretien des bâtiments (chaume, chalet, Schopf, laiterie...) essentiellement en sapin, ainsi que pour le chauffage et surtout la cuisson du lait pour réaliser le fromage essentiellement en hêtre.
La répandise est constituée de hêtraies d'altitude dans sa parité supérieure proche de la chaume, et de hêtraie-sapinières dans la partie inférieure.

### Cartographie toponymique des chaumes vosgiennes
| Partie de la chaume vosgienne |          |
| roman                         | alsacien |
| gazon                         | Wasen    |

Il s'agit plus souvent aujourd'hui d'un toponyme que le lecteur de cartes géographiques anciennes ou modernes retrouve, non seulement au pluriel, mais au singulier avec une détermination emblématique de sommet, de vallée ou de fontaine. Il est en un sens ancien synonyme de montagne, autre toponyme plus rarement préservé au sens de montagne d'estive. Les vastes rassemblements cohérents de chaumes étaient autrefois nommés gazons, dont le terme dialectal lorrain est wazo. Côté alsacien du massif, les toponymes, communs à l'Allemagne méridionale jusqu'à l'Autriche et à la Suisse, Matt au sens de pré ou Wasen au sens de gazon peuvent être perçus comme des synonymes de chaume.
Le président de la Cour des Comptes du duché de Lorraine, Thierry Alix, avait reçu du souverain la tâche de recenser entre autres les chaumes sur le sol lorrain en 1594. L'extrait suivant avec sa graphie d'époque nous indique clairement le sens local du terme : Les Chaulmes (ainsy appelées de toute ancienneté) sont fort hautes montagnes dans le Mont de Vosges qui bornent et font séparation du Duché de Lorraine d’avec les Comtés de Bourgogne et de Ferrette, des vaulx d'Aire, de Sainct-Emery, de Moustier, d'Orbey et de la Plaine d’Aulsaice. Ez sommets desquelles sont de fort beaux gazons et riches pasturages qui ne manquent ni en fontaines les plus belles et abondantes qui se puissent désirer. Elles sont tenues et possédées, à tiltre d'amodiation et de précaire, l'espace de deux cent soixante-dix ans, sans aucune discontinuation ny interruption, par les habitans de Moustier au val Saint-Grégoire, jusque l'an 1571, qu'elles ont été tirées de leurs mains et laissées pour vingt-cinq ans aux habitans de Giradmer, La Bresse et aultres subjects de Son Altesse, qui y tiennent et nourrissent grand nombre de bétail rouge, (...).
Les recettes en deniers du « grand pasturage des haultes chaulmes » du 23 juin 1579 énumèrent les chaumes par prévôté le plus souvent par le toponyme germanique, le mot vosgien roman est indiqué entre parenthèses : 
- sous la prévôté d'Arches se trouvent Wespermundt (Fachepremont), Jockberg (Saint-Jacques), Groulin (Grouvelin), Ficheren (Champy), Brambach, Schliechtly (Chitelet), Schmalgurtel (Schmargulte), Breitsosseren (Breitzouze), Fürtsmüsz (Ferchemisse), Rotembach (Rotabach), Altemberg, Petershüttly (Peterhutte), Wintersee (Wintergées), Winteraw (Grand Ventron), Forgotte, Fayling et Neuwelden ;
- sous la prévôté de Bruyères se situent les chaumes de Fonyère, Gauritz, Bebenriedt (Bellebriette) et Bellefürst (Balveurche) ;
- sous la prévôté de Saint-Dié, il y a la chaume de Sourichamps avec les répandises.

Une allusion au gros bétail, bœuf ou porc, sur un sommet est une présomption de vieil chaume. Garde, Warde ou Gardia était fréquemment un nom de chaume, si ce n'est de château. Les deux, château et chaume, allaient de pair : surveiller un cheptel était aussi une des fonctions de sécurité et de contrôle. Le guetteur apprécie le milieu ouvert qui n'entrave pas la vision, le campus, qui est en montagne la pelouse herbeuse de la chaume. L'indication de bâtisse, métairie ou loge, est un second indice, renforcé par la présence de grosses sources, aménagées en fontaines.
Les pâturages extensifs dégénèrent souvent en friches, en broussailles ou en landes à bruyères, le dernier espace parfois proche, en aval ou en amont, des belles chaumes est nommée bru(g)arium ou bru(gu)era en latin médiéval, bruch ou bruhh en vieux dialecte lorrain. Ces terrains de faibles valeurs sont brûlés au printemps afin d'obtenir des pâturages neufs et ainsi d'étendre la chaume ou le parcours. En vieux lorrain, les lieux incendiés sont, en terme paysager, des brussels, des brux, voire des brosses ou des brousses (brozia, bruscia ou brua en latin médiéval) lorsqu'une petite forêt rabougrie ou basse se réinstalle.
Méconnaissant l'ancienne extension des chaumes, il est impossible de décrire de façon logique et traditionnelle, les principaux petits massifs vosgiens, de donner un aperçu plausible de la vie ancienne sur les hauteurs sans prendre en compte ces espaces ouverts qui simplifiaient radicalement la description toponymique et la vision descriptive du paysage selon la tradition.[pas clair]

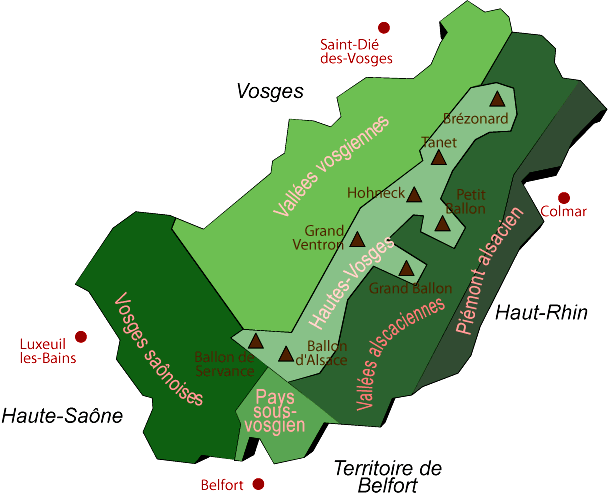
Carte du Parc des Ballons des Vosges.

Les noms des chaumes originelles sont probablement gaulois, comme la toponymie générale du massif. Mais celles qui subsistent à l'état de friches le plus souvent ont subi majoritairement une adaptation alémanique car une majorité a été tenue et exploitée pendant des siècles par des Alsaciens qui les louaient moyennant redevance annuelle d'abord à l'abbesse et chapitre de chanoinesses de Remiremont et surtout au duc de Lorraine, puis les sous-louaient aux communautés lorraines sises en contrebas des crêtes côté lorrain. Le massif des Vosges est traversé par une frontière linguistique romano-germanique qui déborde vers l'Alsace, mais les vieux dialectophones romans vosgiens avaient gardé leurs vieux termes avant que les Français, occupant d'abord l'Alsace, n'imposent par leur cartographie des exonymes non sans les adapter peu ou prou en leur phonétique.

#### Liste des toponymes comportant chaume et haute chaume
On remarque sur les cartes topographiques actuelles trois appellations univoques en « Hautes Chaumes ». Elles ne regroupent pas forcément plusieurs chaumes juxtaposées qui auraient perdu leurs noms respectifs sous la dénomination de Hautes Chaumes.
1. Les Hautes Chaumes (1220-1 306 m, Gazon du Faing, gazon de Faîte...)
2. Les Hautes Chaumes (900-910 m, Massif du Donon, vallée de la Plaine)
3. Les Hautes Chaumes (400-500 m, Forêt de Faîte, Bruyères)

La première et la plus élevée est non plus une chaume exploitée (non broutée, elle nécessiterait un travail colossal d'aménagement pour un retour exploitable suivant les modalités d'autrefois), mais une réserve naturelle protégée sur la liste des sites Natura 2000.
La deuxième d'origine anthropique fut active jusqu'au XVIIIe siècle, elle atteignit les 600 ha du sommet de la Corbeille au nord au Palais ou Pesle de Xay au sud. Elle s'étend au sud vers les hauteurs occidentales de Saales au nord du Col du Hantz au Col du Donon et sépare la vallée de la Plaine de celle de la Bruche. Aujourd'hui, toutes ont été reconquises par la forêt. 
La troisième sur des roches gréseuses triasiques est d'altitude particulièrement basse. Ce sont les premiers reliefs en venant de la plaine sous-vosgienne pour se rendre dans la vallée de la Vologne. Elle a été reconquise par la forêt.

#### Autres chaumes indiquées sur les cartes[26]
- Massif du Donon 
  - Chaume Réquival, 800-830 m, près de Raon-lès-Leau
  - Bornier Chaume, 672 m, massif du Blancrupt, entre la basse d’Enfer et la basse de Raon
  - Chaume de la Large Pierre, 711 m, massif du Blancrupt entre la basse Verdenal et la basse Léonard
  - Les Hautes Chaumes 910 m, pays de Salm
- Forêt de Vologne
  - Chaume de Nayemont, 850-880 m, près de Gérardmer
  - La Chaume, 900-1 020 m, Martimpré, Gérardmer
- Forêt de Haute Meurthe
  - Chaume de Sérichamp, 1090-1 145 m, près du Valtin
- Pays de Gérardmer
  - Chaume de Fachepremont, 1000-1 010 m, Gérardmer
  - Chaume Francis, 1130-1 140 m, Gérardmer

- Crêtes du Col du Bonhomme au Grand Ballon
  - Chaume Thiriet, 1030-1 150 m, Le Bonhomme
  - Les Chaumelles, 830-910 m, La Croix-aux-Mines
  - La Chaume, 700-790 m, Orbey
  - Chaume Miclot, 850-940 m, Vallée de la Behine
  - Chaume Jean-Claude, 850 m, Vallée de la Behine
  - Chaume de Lusse, 850-900 m, Sainte-Marie-aux-Mines

- Crêtes du Col du Bonhomme au Grand Ballon
  - La Chaume, 750-780 m, Plainfaing
  - Chaume du Tanet, 1220-1 292 m
  - Chaume de Schmargult, 1100-1 181 m, La Bresse
  - Chaume de Firstmiss, 1100-1 187 m, La Bresse
  - Chaume des Vintergés, 950-1086, Ventron
  - Chaume du Grand Ventron, 1094-1 204 m, Ventron
  - Chaume de Neufs-Bois, 880-1 044 m
  - Chaume du Rouge Gazon, 1050-1 222 m
  - La Petite Chaume, 1000-1 104 m, Les Charbonniers

#### Anciennes chaumes enfrichées de la région du Donon, connues de l'historien

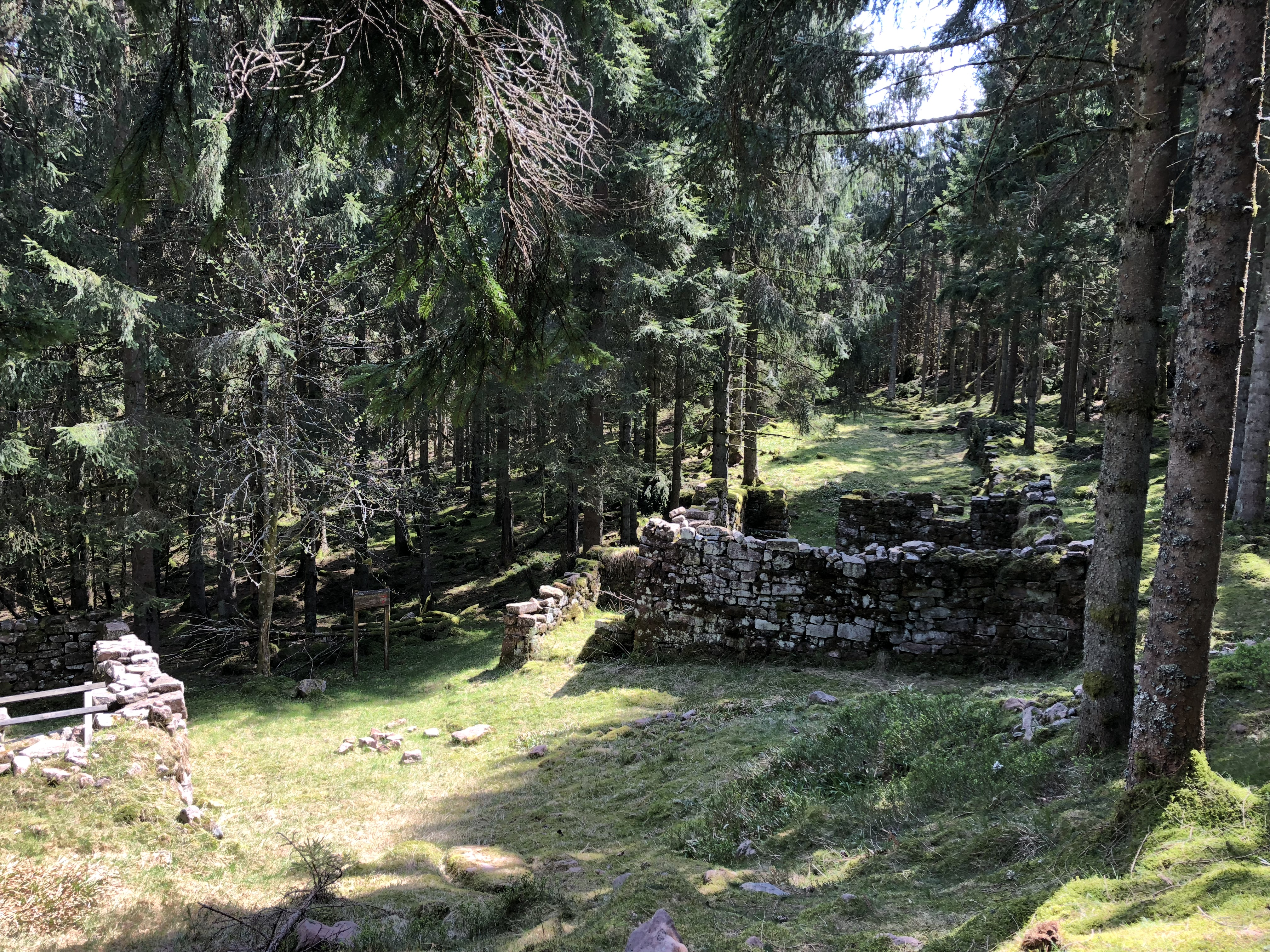
Anciennes marcaireries la Haute Loge des Hautes-Chaumes entre Salm et Moussey au XIXe siècle.

La pratique de l'estive fut également très répandue dans le massif du Donon jusqu'au XIXe siècle par défrichement des chaînons se déployant du Donon ou, de manière très localisée, sur des formations asylvatiques naturelles. Les chaumes du col du Prayé au col de Hantz ont servi de pâturages d'estive gérés le plus souvent par des anabaptistes jusqu'au milieu du XIXe siècle,, période où elles devinrent la propriété de l'État. Au plus fort des activités, ces chaumes représentaient environ 1 200 ha entre le val de Senones et la vallée de la Bruche, le vallon de la Sarre blanche et le vallon de la Sarre rouge, entre la Plaine et la Sarre ou entre la Plaine et le Rabodeau.
Il y avait plusieurs chaumes en plus des Hautes Chaumes décrites plus haut. Mais le toponyme actuel ne comporte pas le terme de chaume dans les cartes actuelles :
- la pâture des Donons, reboisée en 1614 ;
- la chaume de la Malcôte qui descend très bas dans les hautes vallées de la Sarre blanche et de la Sarre Rouge ; 550-873 m ;
- les chaumes sur les hauteurs de Large Pierre et du Martimont jusque le fond de la Basse Verdenal, 410-705 m ;
- les chaumes allant de Belle Ligne[30] à la Charaille, 500-710 m (exploitée jusqu'à la Révolution française) ;
- la chaume de Jolie-Fontaine (exploitée jusqu'à la Révolution) ;
- les anciennes chaumes de la vallée de la Plaine rive droite : 
  - du Pransieux,
  - de la Pile,
  - Charmelot,
  - de la Chapelotte,
  - des Planches,
  - de Chaumont,
  - de Ton,
  - de Réquival ;
- rive gauche : 
  - de la Haute Montagne,
  - du Novion,
  - du Coquin,
  - de La Maix,
  - du Prayé ;
- les chaumes de Plaine du col de Prayé au col du Hantz[30], de l'ancienne principauté de Salm[Note 20] :
  - Tête de Bipierre,
  - Tête des Blanches Roches,
  - Hautes Chaumes,
  - Les Rouges Terres,
  - Les Hautes Relevées,
  - La Maxe,
  - La Haute Loge,
  - Le Roitelet,
  - La Boulée,
  - Le Palais ;
- Les chaumes du Houdimont aux Quatre Bornes de Saales.

#### Liste des toponymes en Wasen
Se reporter à la liste dressée sur la page Gazon

## La chaume des Pays alpins
En francoprovençal, chalm ou chaume désigne une « hauteur dénudée » et plus régionalement un « pâturage de haute montagne ». À l’instar de beaucoup d’autres toponymes régionaux propres aux montagnes, l’usage arpitan du mot chaume est donc identique à celui du Massif vosgien ou vice versa. On reconnaît sur toute la zone une montagne à sommet aplati.
Nous nous limitons dans la liste ci-dessous aux toponymes qui comportent effectivement le terme « chaulme » (ou chalme) avec ou sans suffixe et diminutif. On peut découvrir les variantes graphiquement plus éloignées ou spécifiques aux pays franco-provençaux sur le site d'Henry Suter.

### Toponymes en chaume en Suisse[36]
- Canton de Berne :
  - Chalmé,
  - Champ Chalmé,
  - Chaumin ;
- Canton du Jura :
  - Rière Chaumai ;
- Canton de Vaud :
  - Grandes Chaumilles et Petites Chaumilles.

### Toponymes en chaume en Rhône-Alpes[37]
- Savoie :
  - Cascade de la Chaume
  - Les Chaumes
  - Ruisseau des Chaumes
  - Ravin du Chaumiot

- Isère :
  - Chalmé,
  - La Chalmette,
  - La Chalmette,
  - Les Chalmettes,
  - Montagne des Chalmettes,
  - Le Chaumeil,
  - Chaumeilles.

## Les chaumes en Forez
- Forez :
  - Les Hautes Chaumes.